# Tetraulax subunicolor
Tetraulax subunicolor là một loài bọ cánh cứng trong họ Cerambycidae.